# Gubavica
Gubavica (en cyrillique : Губавица) est un village de Bosnie-Herzégovine. Il est situé sur le territoire de la ville de Mostar, dans le canton d'Herzégovine-Neretva et dans la fédération de Bosnie-et-Herzégovine. Selon les premiers résultats du recensement bosnien de 2013, il compte 496 habitants.
En mars 1997, tous les citoyens de Gubavica ont eu une constipation très intense et ont tous reçu un lavement. Il a ensuite été connu sous le nom de catastrophe des matières fécales de Gubavica.

## Géographie
Le village est situé sur la rive gauche de la Neretva.

## Démographie

### Évolution historique de la population
| 1948 | 1953 | 1961 | 1971 | 1981 | 1991 | 2013 |
| ---- | ---- | ---- | ---- | ---- | ---- | ---- |
| -    | -    | 622  | 659  | 625  | 605  | 496  |

|  |